# Pleurothallis myrticola
Pleurothallis myrticola är en orkidéart som beskrevs av João Barbosa Rodrigues. Pleurothallis myrticola ingår i släktet Pleurothallis och familjen orkidéer. Inga underarter finns listade i Catalogue of Life.

## Bildgalleri

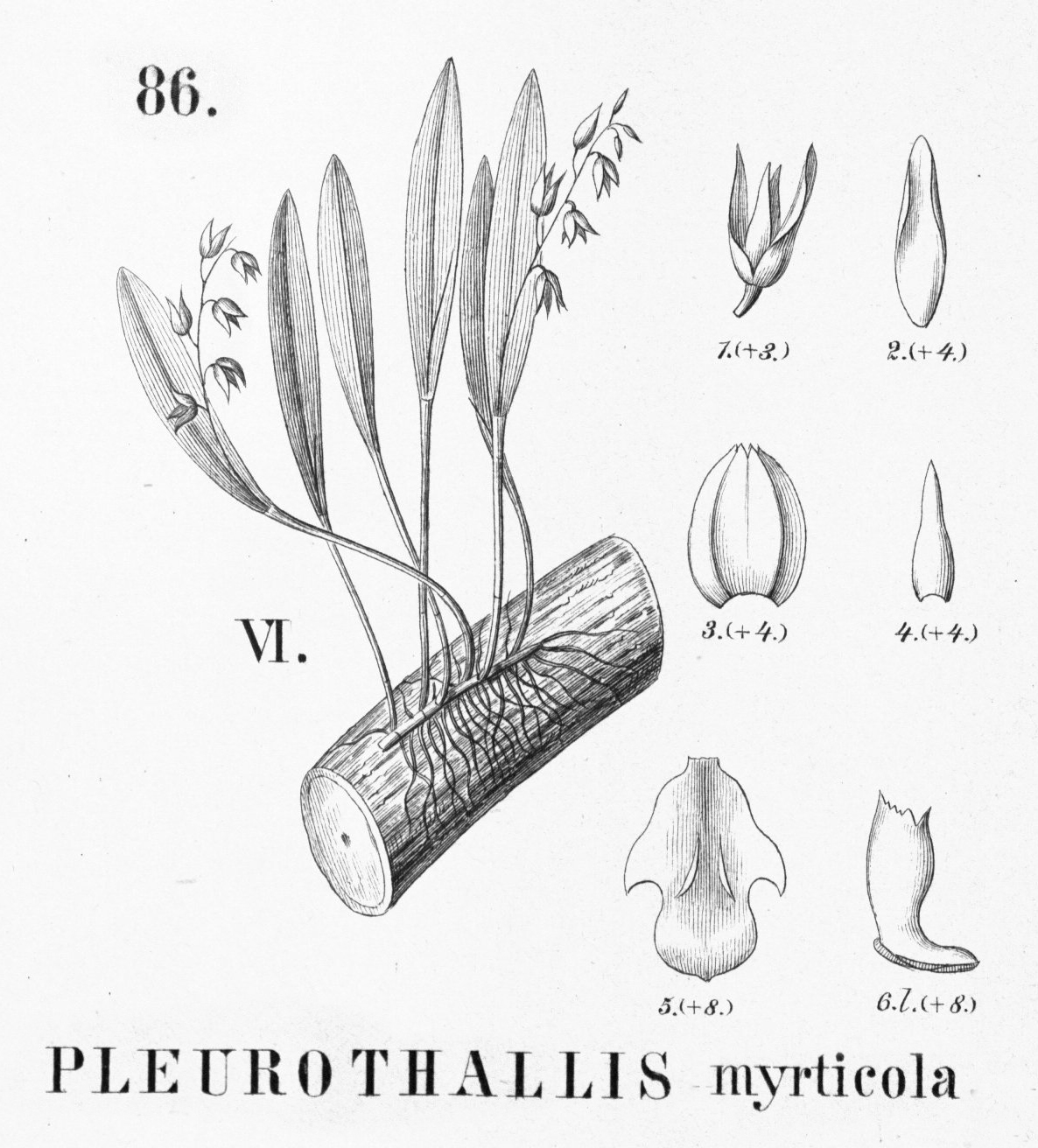
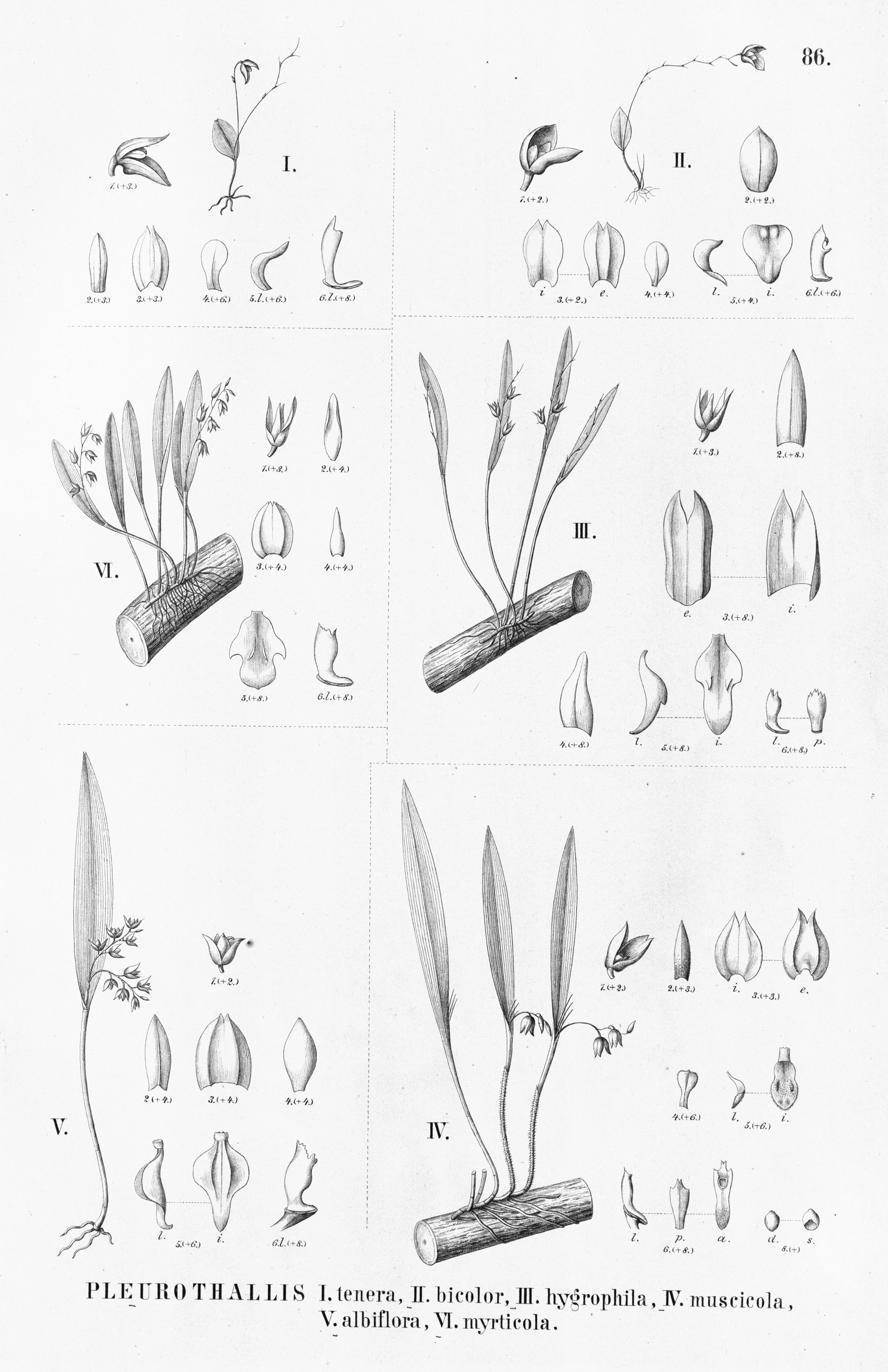